# Megan Ferguson
Megan Ferguson (nacida 1982 o 1983 ) es una actriz estadounidense. En 2011, Ferguson se casó con el también actor Nico Evers-Swindell.

## Filmografía

### Cine
| Año  | Título                             | Papel           | Notas        |
| ---- | ---------------------------------- | --------------- | ------------ |
| 2007 | American Fork                      | Young and Plain |              |
| 2010 | Love and Other Drugs               | Farrah          |              |
| 2013 | A Likely Story                     | Rosalind        | Cortometraje |
| 2014 | Let's Get Digital                  | Rachel          | Cortometraje |
| 2014 | Are You Talking About Bey and Jay? |                 | Cortometraje |
| 2016 | Los principios del cuidado         | Peaches         |              |
| 2016 | Bad Moms                           | Tessa           |              |
| 2017 | Handsome                           | Amanda          |              |
| 2017 | Suburbicon                         | June            |              |
| 2017 | The Disaster Artist                | Jessie          |              |
| 2018 | Maude                              | Priscilla       | Cortometraje |
| 2020 | La galería de los corazones rotos  | Randy           |              |

### Televisión
| Año       | Título               | Papel             | Notas                                                |
| --------- | -------------------- | ----------------- | ---------------------------------------------------- |
| 2010      | Boardwalk Empire     | Claudia           | "The Ivory Tower"                                    |
| 2010      | Law & Order: LA      | Toni Parre        | "Hollywood"                                          |
| 2011      | Happily Divorced     | Monica            | "Anniversary"                                        |
| 2011      | Hound Dogs           | Maybird           | Película de televisión                               |
| 2012      | The Frontier         | Peyton            | Película de televisión                               |
| 2012–2015 | Hart of Dixie        | Daisy Conover     | 6 episodios                                          |
| 2013      | Mad Men              | Aimee Swenson     | 2 episodios                                          |
| 2013      | Almost Human         | Maya Vaughn       | "Blood Brothers"                                     |
| 2013      | Dumb Girls           | Cassie            | Película de televisión                               |
| 2014      | The League           | Loca Tiffany      | "Ménage à Cinq"                                      |
| 2015      | Battle Creek         | Tina              | "Old Flames"                                         |
| 2015      | The Comedians        | Esme              | Protagonista                                         |
| 2015      | The Walker           |                   | "Real Friends Do Brunch"                             |
| 2015      | Good at Life         | Becca             | Película de televisión                               |
| 2016      | The Skinny           | Brie              | Miniserie                                            |
| 2016      | Sebastian Says       | Chloe             | Película de televisión                               |
| 2017      | Love                 | Natasha           | "The Long D"                                         |
| 2017–2019 | Easy                 | Samantha          | 2 episodios                                          |
| 2017–2018 | Grace and Frankie    | Nadia             | 3 episodios                                          |
| 2018      | 9-1-1                | Melora            | "Heartbreaker"                                       |
| 2018      | Casual               | Rita              | "4.1"                                                |
| 2018–2020 | Dream Corp, LLC      | Bea               | 15 episodios                                         |
| 2018      | The Cool Kids        | Jennifer          | "Margaret Turns 65"                                  |
| 2019      | LA's Finest          | Michelle Walker   | Farewell..."                                         |
| 2019      | Soundtrack           | Gigi Dumont       | Protagonista                                         |
| 2020      | Curb Your Enthusiasm | Alice             | 4 episodios                                          |
| 2020      | Upload               | Mildred Kannerman | "Welcome to Upload"                                  |
| 2021–2023 | Gossip Girl          | Wendy             | Protagonista (temporada 2); recurrente (temporada 1) |